# Hayashispåret

Diagram som visar stjärnutvecklingen (blå linjer) för stjärnor före huvudserien. De nästan vertikala kurvorna är Hayashispår.
Stjärnor med låg massa har en utveckling som går i nästan vertikala spår tills de når huvudserien. För mer massiva stjärnor böjer utvecklingsspåret av mot vänster till ett Henyeyspår. Ännu mer massiva stjärnor böjer av direkt till ett Henyeyspår.
Längst till vänster i varje spår anges respektive stjärnmassa i solmassor räknat, vilket också visar dess position i huvudserien.

Hayashispåret är ett nästan vertikalt utvecklingsspår i Hertzsprung–Russell-diagrammet, som bildas när protostjärnor närmar sig huvudserien, sedan det protostellära molnet nått en ungefärlig hydrostatisk jämvikt. Det gäller protostjärnor med en massa av högst 3,0 solmassor (M☉).
Den japanske fysikern Hayashi Chūshirō visade 1961 att det finns en minsta effektiv temperatur, svalare än den som gäller för hydrostatisk jämvikt. Denna gräns motsvarar en temperatur av omkring 4 000 K.
Ljusstyrkan sjunker under processen och det beror på att temperaturen är konstant så länge protostjärnan kontraherar. Detta sker i de fall när värmen transporteras genom konvektion i hela stjärnan, vilket är typiskt för stjärnor med liten massa. Stjärnor med stor massa följer istället ett Henyeyspår.